# Breno (Croazia)
Breno (in croato Župa dubrovačka) è un comune della regione raguseo-narentana in Croazia, nella Dalmazia meridionale. Al 2011 possedeva una popolazione di 8.460 abitanti.

## Storia
Dopo la caduta dell'Impero romano la Dalmazia meridionale, dal Narenta al Drin, passò sotto dominio bizantino.

Tra il 614 e il 615 iniziò l'orda àvaro-slava che raggiunse la costa della Dalmazia. L'imperatore Eraclio chiese aiuto contro di loro ai Serbi bianchi della Lusazia che nell'anno 630 occuparono le terre invase dagli Avari, liberandole. Come ricompensa, Eraclio permise ai Serbi di instaurare principati autonomi governati da un principe (in serbo župan, жупан), comunque, sotto la sovranità bizantina.
La parte meridionale della riviera di Ragusa fece quindi parte del principato di Travunia (a differenza della vicina Ragusa parte del thema Dalmatia), poi inglobato dalla Doclea.
Nel 1050 Stefano Vojislav, sovrano di Doclea, donò alla Repubblica di Ragusa la parte meridionale del Litorale (Primorje), con la valle di Breno, Bersatto, il seno di Ombla (Rijeka Dubrovačka), Gionchetto, Malfi ed il lido lungo il mare fino a Poglizze di Valdinoce.

Nel 1164 la Repubblica acquistò quella parte di Breno nominata Sgiarnovizza (Zrnovica), dove vi erano le Saline. Queste erano feudo di Decusio o Decasio, signore del territorio di Canali, che assegnò in dote parte di questo possedimento a sua figlia, che si era sposata con Micaccio o Mihanio, cittadino raguseo.

Tra il 1205 al 1358 Breno fu sotto amministrazione veneziana, come il resto della Repubblica ragusea.
Nel 1358 con la pace di Zara la Repubblica ragusea si affrancò dal giogo veneto divenendo indipendente.  Breno ne seguì le sorti fino al 1808 quando venne inglobata, assieme al resto della Repubblica, per un breve periodo nel Regno d’Italia napoleonico.

Ma già nel 1809, col Trattato di Schönbrunn entrò a far parte delle Province Illiriche.
Col Congresso di Vienna nel 1815 entrò a far parte per la prima volta dei domini asburgici nel Regno di Dalmazia.
Dopo la prima guerra mondiale entrò a far parte del neo costituito Regno dei Serbi, Croati e Sloveni.
Dopo la seconda guerra mondiale fece parte della Repubblica Socialista Federale di Jugoslavia; dal 1991 fa parte della Croazia.

## Società

### Etnie e minoranze straniere
Il censimento del 2011 ha confermato la realtà etnica del Comune con la larghissima maggioranza croata, il 94,38% della popolazione. Presenti piccole minoranze di bosniaci e serbi.

### La presenza autoctona di italiani
Vi fu in passato una presenza storica di italiani autoctoni che abitarono per secoli, la penisola dell'Istria e le coste e le isole del Quarnaro e della Dalmazia, territori che furono della Repubblica di Venezia. La presenza degli italiani a Breno scomparve quasi del tutto in seguito agli esodi che hanno seguito la prima e la seconda guerra mondiale. Oggi, dal censimento del 2011, rimane solo una modestissima percentuale di italiani, lo 0,02% della popolazione.

## Geografia antropica

### Località
Il comune di Breno è suddiviso in 17 frazioni (naselja) di seguito elencate. Tra parentesi il nome in lingua italiana, generalmente desueto.
- Brašina (Braschina[1]): 747 ab.
- Buići (Buici): 359 ab.
- Čelopeci (Cellopezzi[9]): 453 ab.
- Čibača (Cibaccio[10] o Cibaccia[1]): 1.953 ab.
- Donji Brgat (Bergatto Inferiore[1]): 152 ab.
- Gornji Brgat (Bergatto Superiore[1]): 199 ab.
- Grbavac (Grabovaz[1]): 100 ab.
- Kupari (Cupari[1]): 808 ab.
- Makoše (Macosci[1]): 168 ab.
- Mlini (Molini di Breno[5]): 943 ab.
- Mandaljena (Mandagliena): 348 ab.
- Martinovići (Martinovich[1]): 126 ab.
- Petrača (Petrazza o Petraccia[1]): 806 ab.
- Plat: 302 ab.
- Soline: 268 ab.
- Srebreno (Breno), sede comunale: 428 ab.
- Zavrelje (Savreglie[1]): 171 ab.

La sede comunale è posta nella località di Srebreno (Breno).